# Pseudoligostigma phaeomeralis
Pseudoligostigma phaeomeralis is een vlinder uit de familie van de grasmotten (Crambidae). De wetenschappelijke naam van de soort is voor het eerst gepubliceerd in 1917 door George Francis Hampson.
De soort werd ontdekt in Bolivia (Yungas de la Paz).